# Équipe de Tchéquie de curling
L'équipe de Tchéquie de curling est la sélection qui représente la Tchéquie dans les compétitions internationales de curling.
En 2017, l'équipe nationale est classée comme nation numéro 14 chez les hommes et 12 chez les femmes.

## Palmarès et résultats

### Palmarès masculin
Titres, trophées et places d'honneur
- Jeux olympiques hommes : aucune participation
- Championnats du monde depuis 2008 (7 participations)
  - Meilleur résultat : 7e pour : Championnats du monde hommes - Round Robin
- Championnats d'Europe hommes depuis 1975
  - Meilleur résultat : 3e
  - 1 fois troisième en 2012

### Palmarès féminin
Titres, trophées et places d'honneur
- Jeux olympiques femmes : aucune participation
- Championnats du monde depuis 2007 (7 participations)
  - Meilleur résultat : 8e pour : Championnats du monde Femmes - Round Robin
- Championnats d'Europe femmes depuis 2002 (13 participations)
  - Meilleur résultat : 4e

### Palmarès mixte
Titres, trophées et places d'honneur
- Jeux olympiques : aucune participation
- Championnat du monde doubles mixte depuis 2015 (2 participations)
  - Meilleur résultat : 4e

### Palmarès curling en fauteuil
Titres, trophées et places d'honneur
- Jeux olympiques : aucune participation